# Televisioni locali in Italia
Le televisioni locali in Italia sono televisioni private che trasmettono in ambito locale.

## Storia

### Le prime trasmissioni private via cavo

Ivana Ramella negli studi di Telebiella, anni 70

In ambito televisivo a partire dalla nascita dello Stato italiano vi era sempre stato il monopolio; anche nel 1960 la Corte Costituzionale difende la legittimità della legge che lo ha istituito sulla base della considerazione che le frequenze disponibili sono un numero limitato ed ammettere altre concessioni oltre a una società di natura pubblica porterà al pericolo di un accentramento monopolistico in mani private. 
La legge delega 28 ottobre 1970, n. 775 - promulgata durante il governo Colombo autorizzò il governo ad emanare i testi unici per semplificare il quadro legislativo e pertanto nel nuovo testo unico, anziché elencare le singole voci, richiede la necessità di un'autorizzazione per tutte le forme di telecomunicazione. Nel 1972 l'imprenditore Giuseppe Sacchi creò Telebiella ricorrendo alla trasmissione via cavo, utilizzando dei vuoti normativi nel  Regio decreto 27 febbraio 1936, n. 645 che allora disciplinava la materia che vieta l'utilizzo senza speciale autorizzazione dell'utilizzo di cavi per solo per taluni tipi di trasmissione, non contemplando quella televisiva. Di fronte alla denuncia di Sacchi alla Polizia postale venne avviato innanzi al Pretore di Biella un procedimento penale a carico dell'imprenditore biellese, ma la difesa sostenne l'incostituzionalità del provvedimento delegato. La Corte Costituzionale, con sentenza del 1974 riconosce che la scarsità delle frequenze via etere non può essere invocata per giustificare il divieto di trasmettere via cavo che pertanto è ammessa. Molto rapidamente iniziano a diffondersi le emittenti via cavo; la prima TV a trasmettere via cavo coprendo tutta la sua provincia in Italia è Telereggio.

### Elenco delle emittenti via cavo del 1971-1976
- Telediffusione Italiana Telenapoli (data inizio trasmissioni): 24 dicembre 1966. Registrata con atto notarile il 17 dicembre 1970.
- Telebiella (data inizio trasmissioni: 20 aprile 1971. Registrata in tribunale il 30 aprile 1971 come "Telebiella A-21 Tv, giornale periodico a mezzo video").
- Telegenova
- Tele Ivrea
- Tele Alessandria
- Tele Vercelli
- Canale 3 (Inizio trasmissioni: settembre 1973. Sede: Torino. Direttore: Renato Tagliani)
- Telealtomilanese
- Telemilano
- Telereggio (Calabria)
- TeleVeneto
  - Filiazioni: Televenezia, TeleBelluno, TelePadova, TeleRovigo, TeleMestre, TeleVerona, TeleVicenza, TeleTreviso.
- Telenorba
- TeleUdine
- TeleBologna
- Ravenna 1
- TeleRomagnacavo
- Tele Rubicone
- Video Giornale Adriatico (VGA) TeleRimini
- TeleAncona-Conero 3
- TeleFirenze
- Tele Piombino-Costa Etrusca
- TeleRoma
- TeleAbruzzo
  - Filiazioni: TelePescara e TeleChieti.
- Telediffusione Italiana Telenapoli
- Telelaser (Salerno)
- TeleBari
- TeleFoggia
- TeleBolzano
- EuroTele Crotone Libera
- Telereggiocalabria - Video Fata Morgana
- Tele Messina
- Telenissa
- Tele Palermo
- TeleVisione Cavo Siracusa
- TeleSassari
- TVC 4 MORI (nasce (a Cagliari) via cavo nel 1973 per iniziativa di Aldo Bistrot (un altoatesino giunto in Sardegna) e di Sergio Puddi. La trasmissione via cavo è breve, in seguito le trasmissioni sono via etere)[1]

### Il quadro normativo e la diffusione
A più riprese vengono emanate delle direttive e delle norme che tuttavia tendono più a conservare il monopolio RAI che a colmare il vuoto legislativo del settore (ancora soggetto alle vecchie norme restrittive del passato) né tantomeno a definire l'ambito delle nuove tecnologie e delle diverse opportunità. Vengono quindi formulati tutta una serie di vincoli molto pesanti: l'ambito delle trasmissioni non può eccedere l'ambito comunale o di zone contigue con 15 000 abitanti al massimo, le reti devono essere collegate con cavi monocanale, in modo che possano servire una sola televisione locale. 
In seguito a ciò iniziano a nascere tutta una serie di associazioni tra piccoli imprenditori aventi lo scopo di promuovere la difesa legale opportuna nelle frequenti controversie giudiziarie e stabilire una serie di azioni comuni tendenti a promuovere la reale liberalizzazione delle trasmissioni radiotelevisive. A Viareggio nasce, nel 1974, l'ANTI, nasceranno poi la Federazione radio televisioni, il CORALLO, l'Associazione Editori Radiotelevisivi, il Terzo Polo e tante altre TV minori.

### La riforma del 1975 e le trasmissioni via etere

Renzo Villa ed Enzo Tortora alla festa per il quarto anniversario di Antenna 3 Lombardia, 1981

In assenza di una normativa quadro generale, viene emanata la riforma della RAI del 1975 che dettò anche disposizioni riguardo l'emittenza locale; poco dopo la corte costituzionale della Repubblica Italiana con la sentenza n. 202 del 28 luglio 1976 affermò la legittimità delle trasmissioni via etere da parte delle emittenti private, purché in ambito locale.
Alla fine del 1976 erano attive circa 50 emittenti via cavo e via etere, mentre in base a fonti non ufficiali, alla fine del 1978, circa 278 - maggiormente distribuite in Lazio (49), Lombardia (32), Sicilia (31), Toscana (26), Piemonte (22),  Emilia-Romagna (19), Campania (14), Veneto (14) e Liguria (16) - , e nel 1980 a 600. Dati Nielsen della primavera 1979 riferiscono in quanto ad audience un 17,5% contro il 4,2% del 1977, l'8% l'autunno dello stesso anno, ed ascolti giornalieri erano pari a 8 milioni di telespettatori. L'aumento dell'audience si tradusse in un incremento degli introiti pubblicitari, pari a 30 miliardi di lire (l'80% andato al 10% delle tv delle maggiori città, Roma, Milano, Torino e Genova) che arriveranno a quasi 1350 miliardi nel 1985 (34% della spesa complessiva)  Inoltre solo alcune emittenti erano attrezzate con strutture professionali, trasmettevano regolarmente e potevano contare su un largo introito pubblicitario: degna di nota l'importanza che assunse agli onori della cronaca la rete romana GBR nel Caso Moro, in possesso dell'unico filmato esistente del ritrovamento del cadavere che la Rai fu costretto ad acquistare.
Negli anni 1980 ci fu l'introduzione in Italia di un istituto già diffuso nella televisione commerciale statunitense: la syndication. Più televisioni, per tutto o per parte del loro palinsesto, ricorrono a trasmissioni confezionate da altre emittenti aderenti al loro sistema. Attraverso questa strada la Fininvest (poi divenuta Mediaset), assorbendo le fallimentari iniziative di grandi editori come Mondadori, Rizzoli, Perrone, Caracciolo arriva a creare tre reti nazionali Canale 5, Italia 1 e Rete 4, che trasmettono su tutto il territorio nazionale un palinsesto comune alle emittenti locali aderenti e con trasmissioni in onda alla stessa ora. In sostanza, malgrado l'impedimento alla diretta, sono state create delle vere e proprie reti nazionali alternative a quelle della RAI. L'intervento della magistratura italiana decretò questa pratica illegale. Da qui l'intervento del governo Craxi I con i cosiddetti decreti Berlusconi, le pronunce della Corte Costituzionale che ritiene la situazione violatoria dei principi della concorrenza, il rinvio del problema all'introduzione della nuova tecnologia digitale, che moltiplicando i canali utilizzabili, elimina alla radice il problema dell'antitrust.

## Il giudizio della critica
In una situazione così caotica ovviamente la qualità dei programmi è la più varia. Per molti attori, presentatori, registi le televisioni locali sono una scuola paragonabile al ruolo che ha l'avanspettacolo per la gente di spettacolo tra le due guerre.
La critica televisiva ha in un primo momento espresso giudizi estremamente negativi. Con un'espressione che avrà fortuna Aldo Grasso la chiama "la tv del sommerso".
Il Corriere della Sera così presenta il testo che lo stesso autore scrive nel 2004: "Qualche anno fa la parabola dell'emittenza locale pareva seriamente in discesa: costi di gestione sempre più onerosi, scarsità di introiti pubblicitari, spietatezza dei grandi network nell'acquisire frequenze. Poi è successo qualcosa di imprevedibile: nonostante l'avvento della tv satellitare facesse prevedere il peggio, le tv locali sono rifiorite, quasi per contrasto, per una diffusa paura della globalizzazione. Anzi è capitato qualcosa di ancora più significativo: mentre la tv generalista vive in una fase di stagnazione, l'emittenza locale, nel giro di un decennio, ha più che raddoppiato il suo fatturato pubblicitario, ha lanciato nell'etere curiose proposte e ha creato vere e proprie comunità virtuali."
Ancora nel 2005 Joseph Baroni, nel suo Dizionario della televisione, nel paragonare il proprio lavoro con analoghe iniziative della situazione all'estero, così si esprime: "I miei colleghi all'estero hanno sempre avuto a disposizione una o più fonti cui fare riferimento per le campagne di rete. Nel nostro caso potevamo confidare solo nella nostra giovane memoria e nella nostra cultura personale, per ricostruire fatti e avvenimenti o più semplicemente, ritrovare citazioni. La realizzazione di questo dizionario mi è parsa dunque una opportunità per colmare almeno in parte questa lacuna... è venuto subito alla luce un problema che ritengo cronico nel nostro paese, cioè la totale assenza di archivi... Del resto come è possibile consultare l'archivio di una Rete che non esiste più o di un'altra che non ha mai archiviato niente?"

Franco Alfano a GBR, 1978

Prima che tutto questo patrimonio di ricordi venisse definitivamente disperso gli editori italiani hanno promosso tutta una serie di iniziative editoriali. Mondadori ha iniziato pubblicando nel marzo del 2006 il testo di Dotto e Piccinini, Il mucchio selvaggio che ha l'indubbio merito, oltre ad essere stato scritto da due dei protagonisti di quegli "anni ruggenti" di aver scoperto che sui siti e sui forum esiste una legione di appassionati che, in un confronto continuo, suppliscono alle lacune dei ricordi personali. Con ironia affettuosa così dice la prefazione: "Abbiamo incrociato di tutto lungo il percorso. Nostalgici, maniaci, feticisti come i collezionisti di monoscopi d'epoca che si fiutano nei forum. Vere proprie confraternite... Una tribù enorme e dispersa che - ecco l'ambizione - in queste pagine potrà riconoscersi e soprattutto riconoscere qualche cosa che vale la pena essere vissuto".
Un importante riconoscimento dei "media" alla validità di questa impostazione è data dalla trasmissione Matrix dell'emittente nazionale Canale 5 che segue la falsariga di quanto proposto nel libro di Dotto e Piccinini, inseguendo personaggi ivi citati: Peppo Sacchi, per Telebiella, Gregorio per Telenapoli, e poi Guido Angeli e Nonno Ugo, consacrando così definitivamente personaggi che sembravano dimenticati.
Mondadori è anche l'editore del nuovo testo di Aldo Grasso intitolato La TV del sommerso, che autocita la sua vecchia espressione e che dà, in questo modo, un riconoscimento della critica accademica a questo fiorire di revival. Assai significativo è anche il volume Il mucchio selvaggio dedicato al fenomeno delle TV locali che, soprattutto nei primi anni, si è caratterizzato per il suo spontaneismo, a volte anche al di fuori di ogni regola.

## Principali TV locali italiane
Di seguito vengono elencate le 30 reti televisive locali più seguite in Italia nel 2024 secondo i dati Auditel:
| Emittente TV        | Regione   | Contatti netti annuali |
| ------------------- | --------- | ---------------------- |
| Telelombardia       | Lombardia | 440.624                |
| Canale 21           | Campania  | 431.476                |
| Antenna Tre Nordest | Veneto    | 412.316                |
| Telenorba           | Puglia    | 405.146                |
| Videolina           | Sardegna  | 364.511                |
| Telenuovo Retenord  | Veneto    | 351.598                |
| Televomero          | Campania  | 316.352                |
| Top Calcio 24       | Lombardia | 302.324                |
| Antenna Sicilia     | Sicilia   | 294.898                |
| TVA Vicenza         | Veneto    | 251.090                |
| Rete Veneta         | Veneto    | 248.854                |
| Canale Italia       | Veneto    | 241.887                |
| Antennatre          | Lombardia | 241.091                |
| Telecapri           | Campania  | 225.573                |
| RTV 38              | Toscana   | 216.582                |
| Tele A              | Campania  | 203.285                |
| Canale 9            | Campania  | 203.268                |
| TeleNordest         | Veneto    | 199.336                |
| Canale 8            | Campania  | 193.619                |
| 7 Gold Telepadova   | Veneto    | 171.733                |
| TeleChiara          | Veneto    | 170.467                |
| Telecity Lombardia  | Lombardia | 166.187                |
| Espansione TV       | Lombardia | 164.162                |
| Bergamo TV          | Lombardia | 161.193                |
| Lira TV             | Campania  | 170.969                |
| Telecolor Sicilia   | Sicilia   | 152.055                |
| Telearena           | Veneto    | 147.203                |
| TV7 Triveneta       | Veneto    | 146.885                |
| TGS                 | Sicilia   | 145.502                |
| Telenova            | Lombardia | 142.583                |